# Rouvre
Die Rouvre ist ein Fluss in Frankreich, der im Département Orne in der Region Normandie verläuft. Sie entspringt im Regionalen Naturpark Normandie-Maine, im Gemeindegebiet von Beauvain, entwässert generell Richtung Nordwest bis Nord durch die Normannische Schweiz und mündet nach rund 46 Kilometern an der Gemeindegrenze von Saint-Philbert-sur-Orne und Ménil-Hubert-sur-Orne als linker Nebenfluss in die Orne. An ihrer Mündung trifft sie auf das benachbarte Département Calvados.

## Orte am Fluss
- Beauvain
- Saint-Georges-d’Annebecq
- Faverolles
- Saint-Hilaire-de-Briouze
- Craménil
- Les Tourailles
- Notre-Dame-du-Rocher
- Bréel

## Sehenswürdigkeiten
- Roche d’Oëtre, Aussichtsfelsen in der Rouvre-Schlucht, nahe Saint-Philbert-sur-Orne